# Fort Leaton
Le fort Leaton est un fort américain situé dans le comté de Presidio, au Texas. Inscrit au Registre national des lieux historiques depuis le 18 juin 1973, il sert aujourd'hui d'office de tourisme au parc d'État de Big Bend Ranch.